# Filzkräuter
Die Filzkräuter (Filago) sind eine Pflanzengattung aus der Familie der Korbblütler (Asteraceae).

## Beschreibung

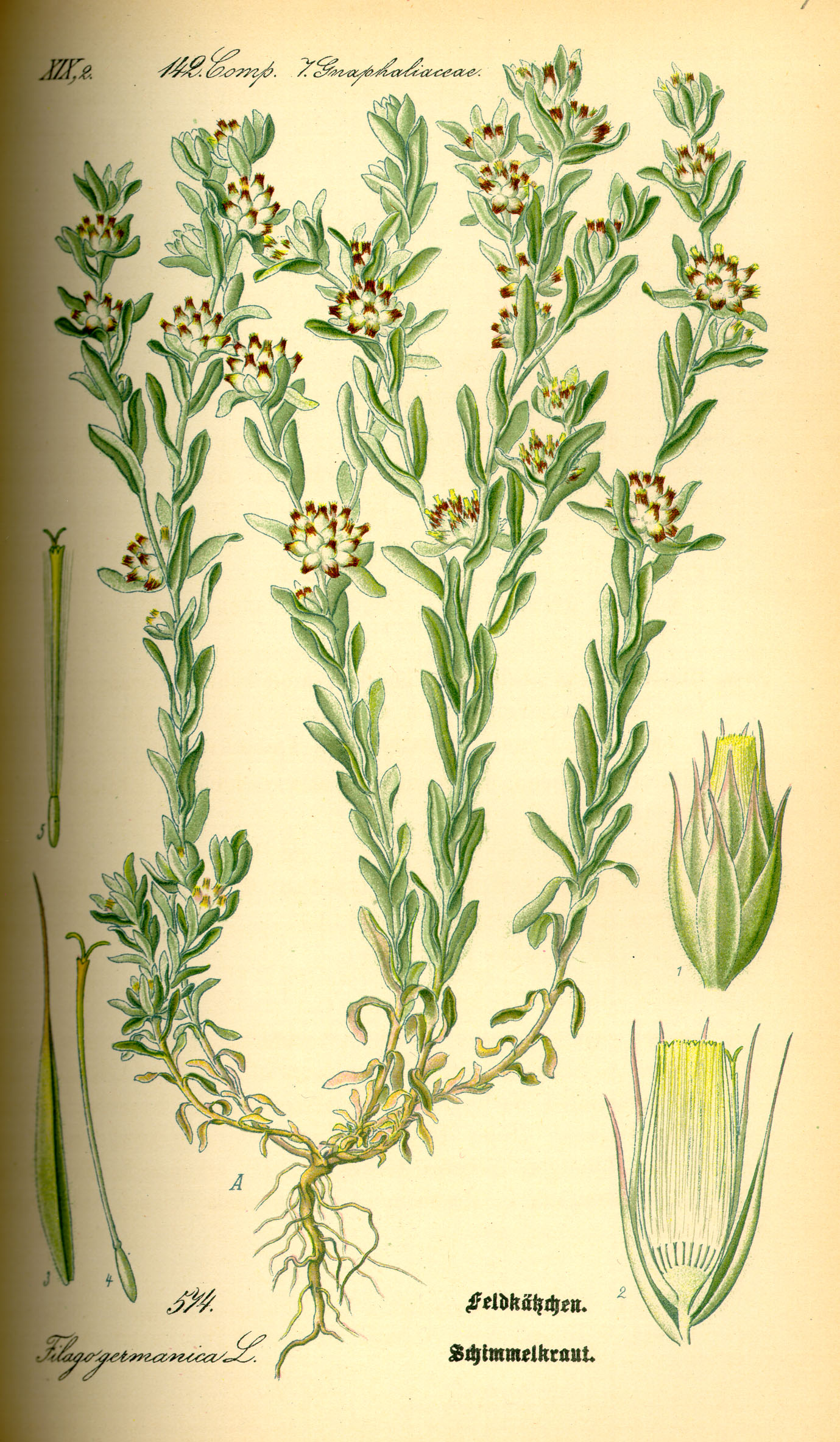
Filago subgen. Filago: Illustration des Gelblichen Filzkrautes (Filago lutescens)

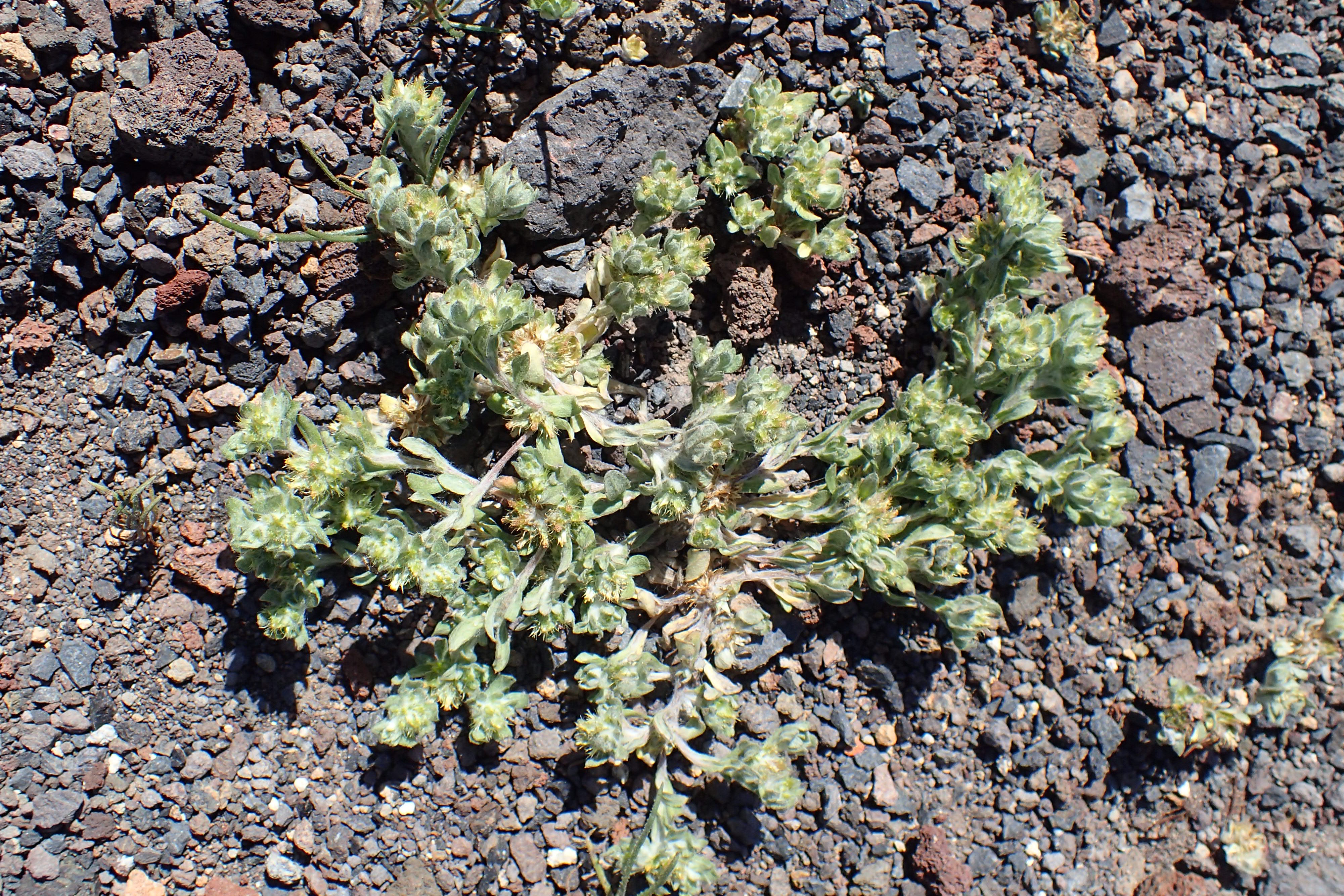
Filago subgen. Filago: Filago desertorum

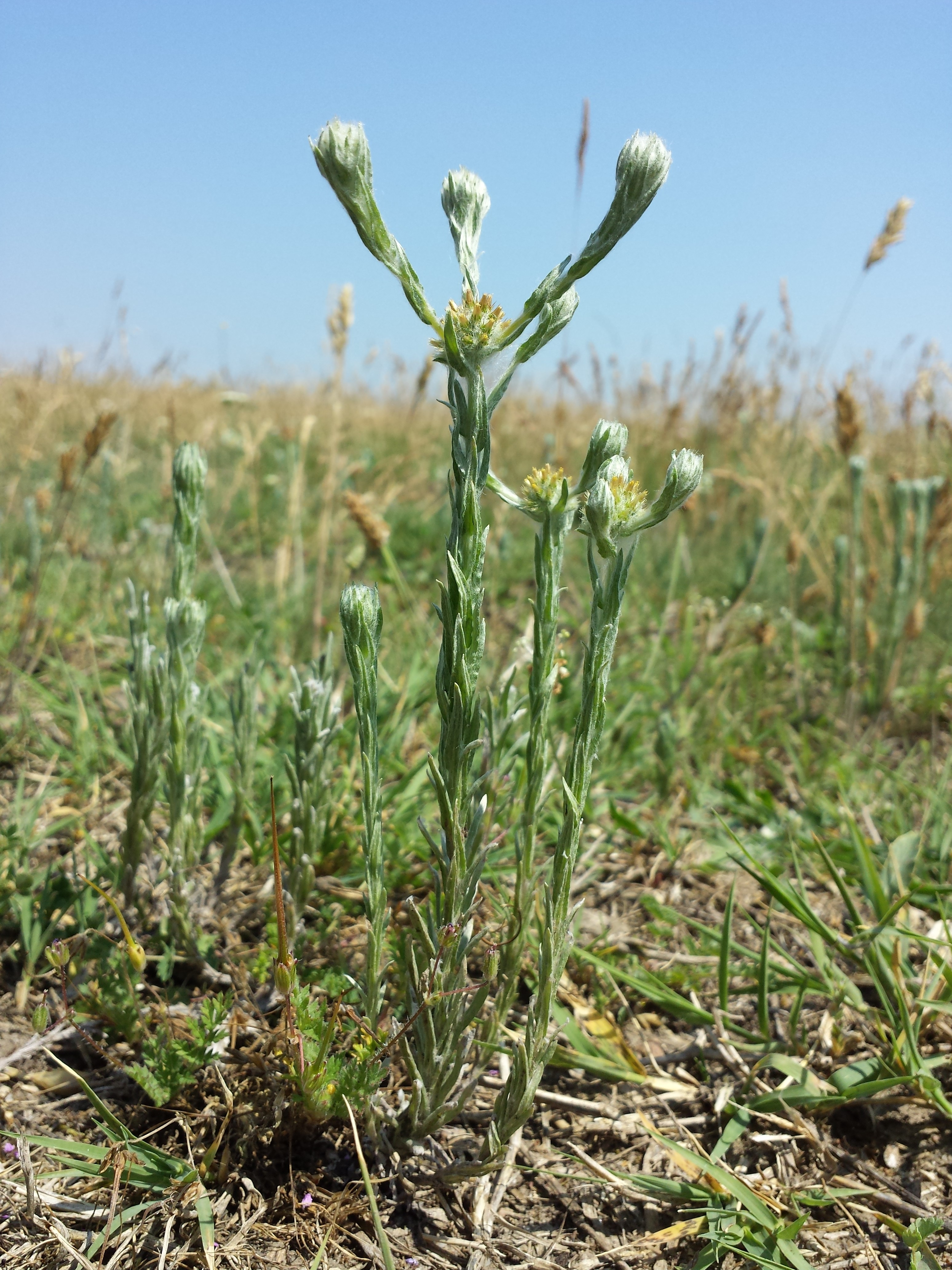
Filago subgen. Filago: Deutsches Filzkraut (Filago germanica)

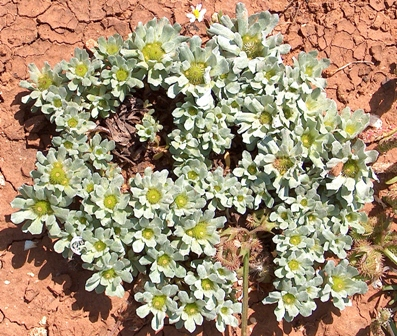
Filago subgen. Filago: Zwergedelweiß (Filago pygmaea)

### Vegetative Merkmale
Filago-Arten sind immer einjährige krautige Pflanzen. Sie wachsen aufrecht bis kriechend und erreichen je nach Art Wuchshöhen von selten 1 bis, meist 5 bis 40 Zentimetern. Bei vielen Arten sind alle Pflanzenteile behaart.
Die wechselständig und meist spiralig am Stängel verteilt angeordneten Laubblätter sind mehr oder weniger ungestielt. Die Laubblätter sind oberseits mehr oder weniger kahl bis behaart, unterseits jedoch immer behaart, oft grauweiß filzig oder wollig. Die ganzrandige bis wellige Blattspreite ist spatelig, linealisch, lanzettlich bis mehr oder weniger rund, mit oder ohne aufgesetzter Spitze (wichtiges Bestimmungsmerkmal der Arten).

### Generative Merkmale
Die Blütenkörbchen sind einzeln oder in Knäueln zu zweit bis etwa 40 zusammengefasst und in traubigen, trugdoldigen oder rispigen Gesamtblütenständen angeordnet. Hüllblätter fehlen oder es sind ein bis vier ungleiche vorhanden; mit oder ohne Grannen (wichtiges Bestimmungsmerkmal der Arten). Die Blütenstandsböden sind zylindrisch bis keulenförmig und (selten zwei- bis) fünf- bis fünfzehnfach höher wie ihr Durchmesser misst. Es sind Spreublätter vorhanden. In den Blütenkörbchen stehen außen in drei bis acht Reihen (12 bis) 27 bis über 40 weibliche, fertile Blüten und in der Mitte meist zwei bis neun (ein bis elf) zwittrige, fertile Blüten (rein männliche Blüten gibt es nicht). Die Kronröhren enden in vier bis fünf Kronzipfeln.
Die eiförmigen, braunen Achänen, die sich aus den äußeren Blüten bilden besitzen oft keinen Pappus, die aus den inneren Blüten besitzen einen Pappus aus selten 3 bis, meist 13 bis 31 in einem Ring zusammenhängenden Borsten.

## Systematik und Vorkommen
Die Erstveröffentlichung der Gattung Filago erfolgte 1753 durch Carl von Linné in Species Plantarum. Typusart der Gattung Filago ist Filago pyramidata L. Die Synonyme für Filago L. Gifola Cass. und Oglifa Cass. sind Anagramme, ebenso die Namen der eigenständigen Gattungen Lifago Schweinfurth & Muschler, Ifloga Cass. sowie Logfia Cass., deren Abtrennung auch durch neue molekularphylogenetische Untersuchungen bestätigt wird.
Die Gattung Filago gehört zum Subtribus Filagininae O.Hoffm. aus der Tribus Gnaphalieae (Cass.) Lecoq & Juillet in der Unterfamilie Asteroideae innerhalb der Familie der Korbblütler (Asteraceae).
Filago-Arten sind hauptsächlich im Mittelmeerraum (Nordafrika und Südeuropa) und im westlichen Asien verbreitet, außerdem kommen sie im restlichen Europa und auf den atlantischen Inseln vor. Einzelne Arten sind in einigen Regionen der Welt Neophyten, teilweise aggressive invasive Pflanzen. Sie gedeihen in genügend feuchten Habitaten in ariden, semiariden, mediterranen, feucht-gemäßigten bis subtropischen Gebieten.
Die Filago-Arten sind relativ schwierig voneinander zu unterscheiden. Einige Arten sind ziemlich selten und gehören in Deutschland, Österreich und der Schweiz zu den geschützten Arten auf den Roten Listen.
Es gibt heute etwa 12 bis 40 (früher 23 bis 46) Arten in der Gattung Filzkräuter (Filago), die in vier Untergattungen eingeteilt werden:
- Filago subg. Filago (Syn. Evax Gaertn., Gifola Cass., Gifolaria Pomel, Evacopsis Pomel)
  - Filago abyssinica Sch. Bip. ex A.Rich.: Sie kommt in Äthiopien, im Sudan in Dschibuti und in Eritrea vor.[6]
  - Filago aegaea Wagenitz: Sie kommt in zwei Unterarten in Griechenland, in der Ägäis, auf Kreta und auf Zypern vor.[4]
  - Filago anatolica (Boiss. & Heldr.) Chrtek & Holub: Sie kommt von der Türkei bis zum Libanon und dem nordwestlichen Iran vor.[6]
  - Filago arenaria (Smoljan.) Chrtek & Holub: Sioe kommt im Iran und in Afghanistan vor.[6]
  - Filago argentea (Pomel) Chrtek & Holub: Sie kommt in Marokko, Algerien, Tunesien, Libyen und Israel vor.[4]
  - Filago asterisciflora (Lam.) Sweet: Sie kommt in Marokko, Algerien, Tunesien, Libyen, in Spanien, Italien, Sardinien, Sizilien und in Albanien vor.[6]
  - Filago carpetana (Lange) Chrtek & Holub: Sie kommt in Portugal, Spanien und in Frankreich vor.[6]
  - Filago congesta DC.: Sie kommt in Marokko, Algerien, Spanien, Italien, auf den Balearen und auf Sizilien vor.[4]
  - Filago contracta (Boiss.) Chrtek & Holub: Sie kommt vom östlichen Mittelmeergebiet bis zur Arabischen Halbinsel und bis zum Iran vor.[6]
  - Filago cretensis Gand.: Sie kommt in zwei Unterarten in Griechenland, in der Ägäis und auf Kreta vor.[4]
  - Filago desertorum Pomel: Sie kommt auf den Kanarischen Inseln und von der West-Sahara bis Pakistan und dem Kaukasusgebiet vor.[6]
  - Filago duriaei Lange: Sie kommt in Marokko, Algerien und in Spanien vor.[4]
  - Filago eriocephala Guss.: Sie kommt von Südeuropa bis zur Arabischen Halbinsel und dem Iran vor.[6]
  - Filago filaginoides (Kar. & Kiril.) Wagenitz: Sie kommt vom südlichen europäischen Russland bis Zentralasien vor.[6]
  - Filago fuscescens Pomel: Sie kommt in Marokko, Algerien, Libyen, Spanien und auf Ibiza vor.[4]
  - Filago gaditana (Pau) Andrés-Sánchez & Galbany (Syn.: Filago pygmaea subsp. gaditana (Pau) Dobignard): Sie kommt im Spanien und in Marokko vor.[6]
  - Deutsches Filzkraut oder Gewöhnliches Filzkraut (Filago germanica (L.) Huds., Syn.: Filago vulgaris Lam., nom. illeg., Gifola germanica (L.) Dum., Gnaphalium germanicum L.)
  - Filago hurdwarica (Wall. ex DC.) Wagenitz: Sie kommt vom Iran bis Zentralasien und dem nordwestlichen Indien vor.[6]
  - Filago inexpectata Wagenitz: Sie kommt in Jordanien und in Israel vor.[4]
  - Filago lusitanica (Samp.) P.Silva: Sie kommt in Marokko, Portugal und Spanien vor.[4]
  - Gelbliches Filzkraut oder Graugelbes Filzkraut (Filago lutescens Jord.)
  - Filago mareotica Delile (Syn.: Gifolaria mareotica (Delile) Chrtek & Holub): Sie kommt in Algerien, Spanien, Tunesien, Libyen, Ägypten und Zypern vor.[4]
  - Filago micropodioides Lange: Sie kommt in Marokko, Algerien, Tunesien und Spanien vor.[4]
  - Filago petro-ianii Rita & Dittrich: Sie kommt nur in Mallorca vor.[4]
  - Filago prolifera Pomel: Sie kommt in Marokko, Algerien, Tunesien, Ägypten und in den Golfstaaten vor.[6]
  - Zwergedelweiß (Filago pygmaea L., Syn.: Evax pygmaea (L.) Brot.)
  - Spatelblättriges Filzkraut (Filago pyramidata L., Syn.: Filago obovata Pomel[6])
  - Filago ramosissima Lange: Sie kommt in Marokko, Libyen und Spanien vor.[4]
  - Filago tyrrhenica Chrtek & Holub: Sie kommt in Korsika und in Sardinien vor.[4]
- Filago subg. Oglifa (Cass.) Gren. (Syn.: Oglifa Cass., Cymbolaena Smoljan., Micropus sect. Diplocymbium Benth.)
  - Acker-Filzkraut (Filago arvensis L., Syn.: Logfia arvensis (L.) Holub): Typusart der Untergattung Oglifa.
  - Filago griffithii (A. Gray) Andrés-Sánchez & Galbany (Syn.: Stylocline griffithii A. Gray): Sie kommt vom östlichen Mittelmeergebiet bis Zentralasien und Pakistan vor.[6]
  - Filago paradoxa Wagenitz (Syn.: Logfia paradoxa (Wagenitz) Anderb.): Sie kommt vom östlichen Iran bis Zentralasien und dem westlichen Himalaja vor.[6]
- Filago subg. Pseudevax (DC.) Andrés-Sánchez & Galbany (Syn. Evacidium Pomel, Pseudevax Pomel)
  - Filago discolor (DC.) Andrés-Sánchez & Galbany (Syn. Evacidium discolor (DC.) Maire). Typusart der Untergattung Pseudevax. Sie kommt in Marokko, Algerien und im nördlichen Sizilien vor.[6]
  - Filago hispanica (Degen & Hervier) Chrtek & Holub: Sie kommt in Marokko und in Spanien vor.[4]
- Filago subg. Crocidion Andrés-Sánchez & Galbany
  - Filago crocidion (Pomel) Chrtek & Holub: Sie ist Typusart der Untergattung Crocidion und kommt in Marokko und in Algerien vor.[4]
  - Filago nevadensis (Boiss.) Wagenitz & Greuter: Sie kommt nur in Spanien vor.[4]
- Incertae sedis. Bisher keiner Untergattung zugeordnet wurden:
  - Filago aberrans Wagenitz (Syn. Logfia aberrans (Wagenitz) Anderb.): Sie kommt in Afghanistan vor.[6]
  - Filago cuneata Lojac.: Sie kommt nur in Sizilien vor.[4]
  - Filago eriosphaera (Boiss. & Heldr.) Chrtek & Holub: Sie kommt auf Kreta, in Zypern, im Libanon, auf Inseln in der Ägäis und in der Türkei vor.[4]
  - Filago libyaca (Alavi) Greuter & Wagenitz: Sie kommt nur in Libyen vor.[4]
  - Filago longilanata (Maire & Wilczek) Greuter: Sie kommt nur in Marokko vor.[4]
  - Filago mauritanica (Pomel) Dobignard: Sie kommt in Algerien und in Libyen vor.[4]
  - Übersehenes Filzkraut (Filago neglecta (Soy.-Will.) DC., Syn. Logfia neglecta (Soy.-Will.) Holub): Die Art ist anscheinend ausgestorben. Früher kam sie in Deutschland, Frankreich, Italien und in Belgien vor.[4]
  - Filago palaestina (Boiss.) Chrtek & Holub: Sie kommt vom östlichen Mittelmeergebiet bis zum Irak vor.[6]
  - Filago perpusilla (Boiss. & Heldr.) Chrtek & Holub: Sie kommt nur in Griechenland vor.[4]
  - Filago wagenitziana Bergmeier: Sie kommt nur auf Kreta vor.[4]

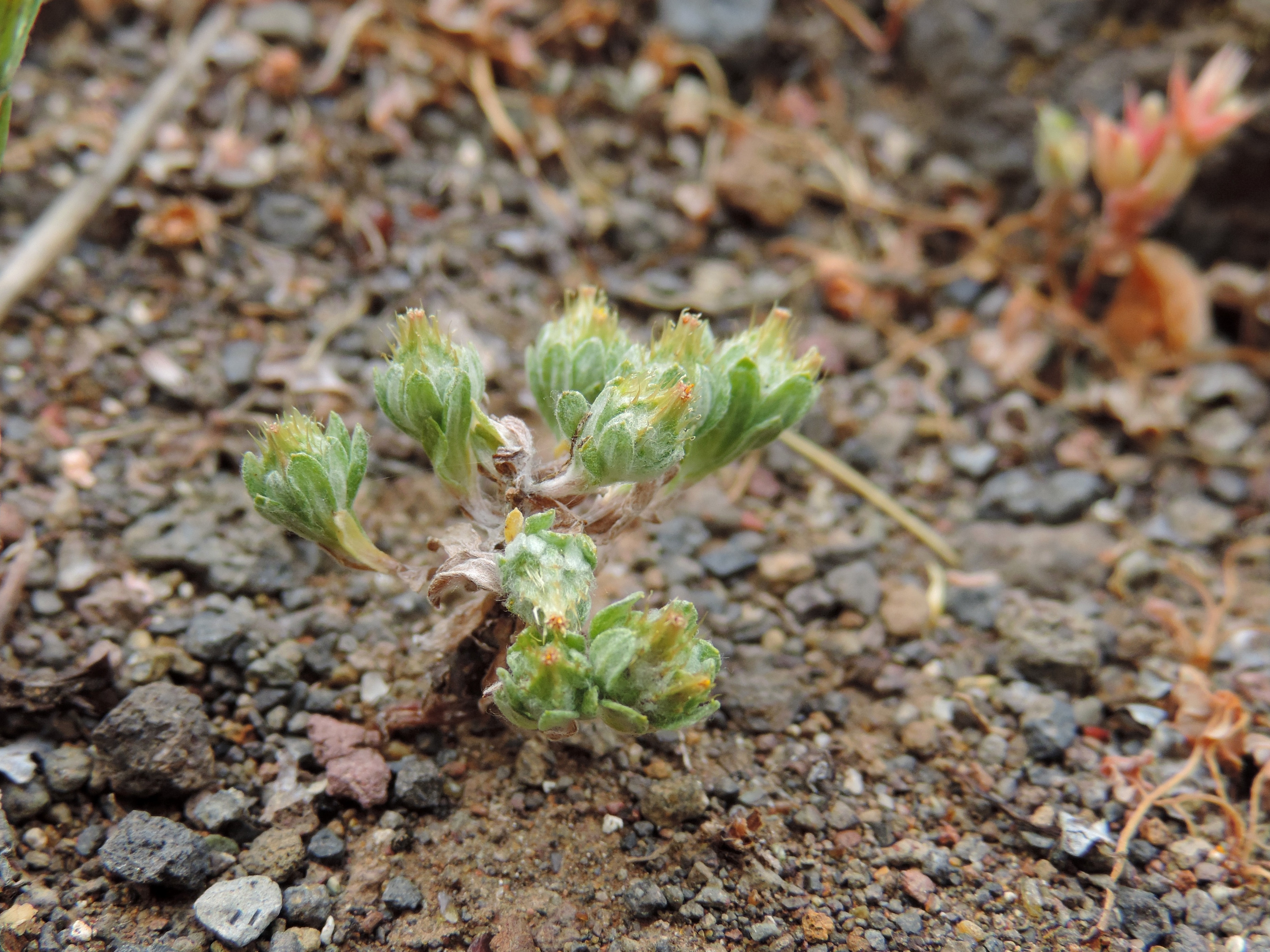
Logfia clementei

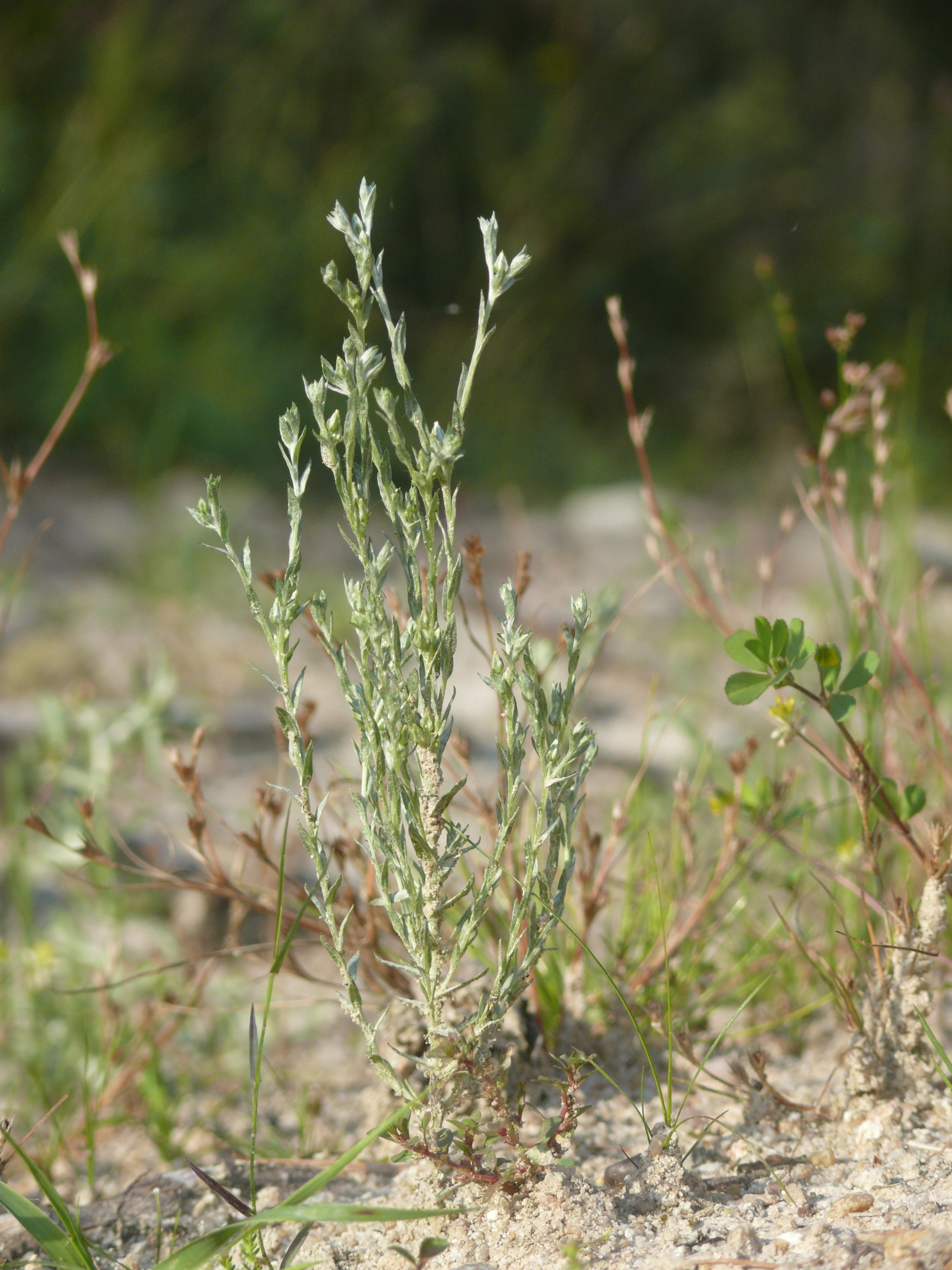
Kleines Filzkraut (Logfia minima)

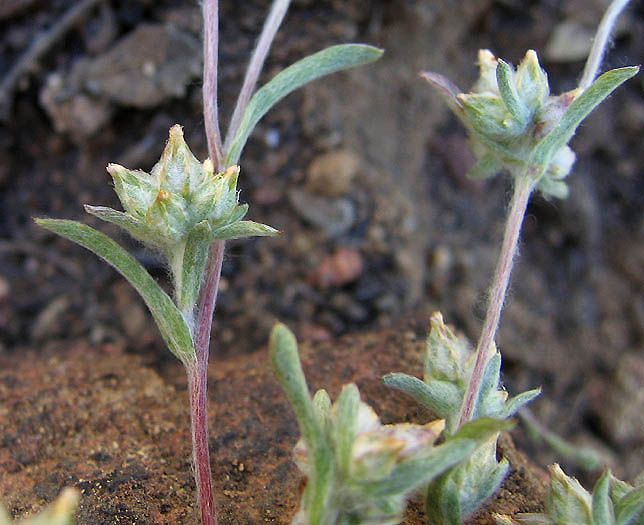
Logfia filaginoides

In die Gattung Logfia gestellt wurden:
- Logfia clementei (Willk.) Holub (Syn. Filago clementei Willk.): Sie kommt in Marokko, Algerien, Spanien und auf Lanzarote vor.[4]
- Französisches Filzkraut (Logfia gallica (L.) Dumort., Syn. Filago gallica L.): Es ist Typusart der Gattung Logfia. Es kommt ursprünglich in Madeira, Nordafrika, Europa und Vorderasien vor und ist auf den Azoren und Kanaren vermutlich ein Neophyt.[4]
- Logfia heterantha (Raf.) Holub (Syn. Filago heterantha (Raf.) Guss.): Sie kommt in Marokko, Algerien, Tunesien, Italien, Sardinien und Sizilien vor.[4]
- Kleines Filzkraut (Logfia minima (Sm.) Dumort., Syn.: Filago minima (Sm.) Pers.)

Auch folgende nordamerikanische Arten wurden zu Logfia gestellt:
- Logfia arizonica (A.Gray) Holub (Syn. Filago arizonica A.Gray): Sie kommt in Arizona, Kalifornien und in Mexiko vor.[7]
- Logfia filaginoides (Hooker & Arnott) Morefield (Syn. Filago californica Nutt.): Sie kommt in Texas, Arizona, Kalifornien, Nevada, New Mexico, Utah und in Mexiko vor.[7]
- Logfia depressa (A.Gray) Holub (Syn. Filago depressa A.Gray): Sie kommt in Nevada, Arizona, Kalifornien und in Mexiko vor.[7]

Nicht mehr zur Gattung Filago gehören ferner:
- Achillea maritima (L.) Ehrend. & Y.P.Guo (Syn. Otanthus maritimus (L.) Hoffmanns. & Link, Filago maritima L.)
- Leontopodium leontopodioides (Willd.) Beauverd (Syn. Filago leontopodioides Willd.): Sie kommt von Pakistan bis Japan und dem südlichen Sibirien vor.[6]